# 南港線
南港線為台北捷運的路線，屬於高運量系統，全線為地下路線。南港線屬於板南線，與板橋線、土城線直通營運。

## 概要
路線起於臺北市中華路的西門站，沿中華路、忠孝西路、忠孝東路至南港展覽館站為止，全長13.5公里。
本線因自通車以來便與板橋線直通運行，因此習慣上將兩條路線合稱為「板南線」。南港線的端點站南港展覽館站，此段地下軌道與臺鐵以及高鐵共用同一個結構體。

## 歷史
- 1990年2月13日：南港線正式動工。
- 1993年12月24日：南港線施工造成忠孝東路紹興南街口路面下陷。
- 1998年10月30日：「昆陽－後山埤」間之潛盾隧道工程貫通。
- 1999年12月24日：「市政府－龍山寺」段正式啟用通車（直通板橋線）。
- 2000年12月30日：「昆陽－市政府」段正式啟用通車。
- 2001年9月17日：納莉颱風發威致使南港線嚴重積水停駛。
- 2001年11月29日：遭納莉颱風積水受創之捷運台北車站恢復通車。
- 2003年12月30日：南港線東延段南港站開工動土。
- 2004年11月17日：南港線東延段南港展覽館站開工動土。
- 2008年5月16日：南港線東延段電聯車行駛至南港站整合測試開始。
- 2008年12月25日：「南港－昆陽」段啟用通車。
- 2009年7月4日：南港展覽館站隨內湖線月台通車開放使用，並同時啟用南港線南港站至內湖線南港展覽館站間免費接駁公車（由指南客運行駛），以減低忠孝復興站的運量負擔。
- 2011年2月27日：南港展覽館站南港線月台隨「南港展覽館—南港」段通車啟用，並在下午三點停駛兩站之間免費接駁公車。

## 營運時間與班距
- 營運時間：05:50～01:05
- 平均班距：
  - 平常日（週一至週五）
    - 尖峰時段（07:00～09:00，17:00～19:30）：約3分鐘，龍山寺站往昆陽方向，上午尖峰8～9時加開班車輸運旅客，平均班距約2分15秒。。
    - 離峰時段：約4～5分鐘。
    - 23:00以後：約8～12分鐘。

  - 例假日（週六、週日及國定假日）
    - 06:00～09:00：約8～10分鐘。
    - 09:00～23:00：約4～5分鐘。
    - 23:00以後：約8～12分鐘。[5]

## 車站
| 車站編號       | 車站名稱              | 車站名稱 | 交會路線                                                                             | 站體型式 | 所在地   | 所在地        |
| 車站編號       | 中文                  | 英文     | 交會路線                                                                             | 站體型式 | 所在地   | 所在地        |
| -------------- | --------------------- | -------- | ------------------------------------------------------------------------------------ | -------- | -------- | ------------- |
| 南港線         |                       |          |                                                                                      |          |          |               |
| BL23           | 南港展覽館            |          | 文湖線 基隆捷運                                                                      | 地下     | 臺 北 市 | 南港區        |
| BL22           | 南港                  |          | 臺鐵縱貫線 台灣高鐵 北宜新線 基隆捷運                                                | 地下     | 臺 北 市 | 南港區        |
| BL21           | 昆陽                  |          |                                                                                      | 地下     | 臺 北 市 | 南港區        |
| BL20           | 後山埤 （五分埔商圈） |          | 南港區 信義區                                                                        | 地下     | 臺 北 市 |               |
| BL19           | 永春                  |          | 環狀線                                                                               | 地下     | 臺 北 市 | 信義区        |
| BL18           | 市政府                |          |                                                                                      | 地下     | 臺 北 市 | 信義区        |
| BL17           | 國父紀念館            |          | 大安區                                                                               | 地下     | 臺 北 市 |               |
| BL16           | 忠孝敦化              |          | 大安區                                                                               | 地下     | 臺 北 市 |               |
| BL15           | 忠孝復興              |          | 大安區                                                                               | 地下     | 臺 北 市 | 文湖線        |
| BL14           | 忠孝新生 （台北科大） |          | 大安區                                                                               | 地下     | 臺 北 市 | 中和新蘆線    |
| BL13           | 善導寺 （華山）       |          |                                                                                      | 地下     | 臺 北 市 | 中正區        |
| BL12           | 台北車站              |          | 臺鐵縱貫線 台灣高鐵 淡水信義線 松山新店線：北門（站外轉乘） 桃園機場捷運（站外轉乘） | 地下     | 臺 北 市 | 中正區        |
| BL11           | 西門                  |          | 松山新店線                                                                           | 地下     | 臺 北 市 | 中正區 萬華區 |
| （下接板橋線） |                       |          |                                                                                      |          |          |               |

## 紀念章
本線於2015年2月開始採用「車站專屬紀念章戳」，各站的紀念章如下：
- 西門站：

以西門紅樓、臺北中山堂為背景，並加入電影的影帶和枇杷的文化。
- 臺北車站：

以臺北車站、站前新光三越百貨建築、火車、高鐵為主題。
- 善導寺站：

以善導寺和華山1914文化創意產業園區為主題。
- 忠孝新生站：

以台北科大、光華商場與建國假日玉市為主題。
- 國父紀念館站：

以國父紀念館為主體，搭配定期國軍儀隊交接儀式作為代表此站的特色。
- 市政府站：

以臺北市政府建築和市府轉運站為主體，展現人車交錯的現代都會景觀。
- 永春站：

以永春陂舊址碑和永春市場為主題。
- 後山埤站：

以五分埔商圈的服飾店為主題。
- 昆陽站：

以本站的公共藝術「旋」和捷運南港機廠為主題。
- 南港站：

以南港車站建築和極限運動中心為主題。
- 南港展覽館站：

以南港展覽館和本站出口造型為主題。

## 外部連結
- 臺北大眾捷運股份有限公司（繁體中文）（页面存档备份，存于）